# Левицкий, Венедикт
Венедикт (Бенедикт) Рудольф Левицкий (с 1848 года — Левицкий де Равич) (укр. Венеди́кт Леви́цький; 28 марта 1783, Ивановцы, Королевство Галиции и Лодомерии, Габсбургская монархия — 14 января 1851, Львов) — греко-католический священник, просветитель, общественный деятель, член Головной руськой рады. Тайный советник (с 1847), педагог, профессор, ректор Львовского университета, прозаик.

## Биография
Сын греко-католического священника. В 1802 году окончил Львовскую гимназию. В 1803—1805 годах изучал философию и право во Львовском университете, в 1805—1810 годах учился в Королевской общей греко-католической семинарии.
В 1810 году был рукоположён.
В 1810—1815 годах служил священником в соборе Святого Юра во Львове, был заместителем ректора Львовской духовной семинарии (1815—1820),
С 1817 года — профессор нравственного богословия Львовского университета, в 1820—1824 и 1836—1838 годах — временный ректор духовной семинарии.
Почётный каноник с 1826 года.
Был деканом богословского факультета университета (1829, 1831, 1839, 1843, 1847), ректором университета (1829—1830).
Служил цензором украинских книг и театральных представлений (1835—1848).
Известный консерватор, инициатор цензурного запрета альманахов Руськой Троицы «Зоря» и «Русалка Днестровая» (приказал конфисковать весь тираж, что было сделано в 1845 году), «Украинской (русинской) грамматики» Иосифа Лозинского и других изданий.
Во время революции 1848—1849 годов в Австрийской империи — член Головной руськой рады, руководитель отдела просвещения и соучредитель Галицко-русской матицы, участник Собора русских учёных во Львове (1848), где отстаивал применение в литературе церковно-славянского языка.
В 1848 году ему было пожаловано дворянство.
Автор труда «Uwagi dotyczące się napisu ruskiego na dzwonie przy cerkwi metropolitalnéj lwowskéj S. Jerzego Męczennika, a usuwająnce trudności z niego wynikłe» (1831), переводов библейской истории Ветхого и Нового Завета, справочника о галицких и львовских епископах, жизнеописаний ректоров Львовского университета.